# Seznam představitelů Týna nad Vltavou
V průběhu let se pojmenování postu nejvyššího představitele Týna nad Vltavou měnilo, stejně tak i způsob jeho volby. Postupně od purkmistra přes primase to byl starosta, v období II. světové války předseda správní komise, v letech 1945 - 1990 předseda místního národního výboru aby se po roce 1990 se opět vrcholný představitel města označoval pojmem starosta.    
| Představitel           | Období      |
| ---------------------- | ----------- |
| Pavel KORD             | 1560 - 1564 |
| Jiřík KOŽELUH          | 1564 - 1569 |
| Jan ŠIMKŮV             | 1569 - 1571 |
| Jiřík KOŽELUH          | 1571 - 1581 |
| Adam BOUBÍNSKÝ         | 1581 - 1601 |
| Jiří TOUŠEK            | 1601 - 1603 |
| Jan ŠRÁMOVITÝ          | 1603 - 1605 |
| Tomáš VRBENSKÝ         | 1605 - 1609 |
| Jiří TOUŠEK            | 1610        |
| Tomáš VRBENSKÝ         | 1610 - 1618 |
| Jan ŠRÁMOVITÝ          | 1618 - 1619 |
| Tomáš VRBENSKÝ         | 1619 - 1621 |
| Šimon ROTHANZL         | 1621 - 1630 |
| Jakub ALBRECHTŮ        | 1630 - 1642 |
| Ondřej PONĚŠICKÝ       | 1642 - ?    |
| Matěj FENCELÍK         | ? - 1671    |
| Kašpar KAMPRLE         | 1671 - 1697 |
| Václav J.A. DUBSKÝ     | 1697 - 1723 |
| František KUNA         | 1723 - 1728 |
| Tomáš MESERA (MEZERA)  | 1728 - 1747 |
| Václav DUBSKÝ          | 1747        |
| František J. STEHNO    | 1747 - 1792 |
| Václav Josef DUBSKÝ    | 1792 - 1795 |
| Ignác J. KUNERTH       | 1795 - 1801 |
| Jan ŘÍČANSKÝ           | 1801 - 1805 |
| Petr POKORNÝ           | 1806 - 1816 |
| Ignác J. KUNERTH       | 1816 - 1819 |
| Karel HÖGER            | 1819 - 1822 |
| Matěj BROM             | 1822 - 1832 |
| František PELIKÁN      | 1832 - 1844 |
| František GRIM         | 1844 - 1845 |
| František PELIKÁN      | 1845 - 1848 |
| František GRIM         | 1848 - 1856 |
| Jan PIXA               | 1856 - 1861 |
| Josef ZELENKA          | 1861        |
| Josef PIETSCHMANN      | 1861 - 1871 |
| JUDr. Jan SVATEK       | 1871 - 1874 |
| František Samec        | 1874 - 1891 |
| Karel NIKOLAU          | 1892 - 1895 |
| Karel VESELÝ           | 1895 - 1901 |
| Jindřich Pavlíček      | 1901 - 1911 |
| Karel NIKOLAU          | 1911 - 1912 |
| František RYBIČKA      | 1912 - 1914 |
| MUDr. Antonín LEV      | 1914 - 1919 |
| Jan SRNEC              | 1919 - 1927 |
| Josef URKS             | 1927 - 1928 |
| Ph.Mr. Josef PROCHÁZKA | 1928 - 1940 |
| Emil PISINGER          | 1940 - 1945 |
| JUDr. Josef ŠÁDA       | 1945 - 1946 |
| Alois SOVA             | 1946 - 1948 |
| Jan PETŘÍK             | 1948 - 1950 |
| Jaroslav SÝKORA        | 1950 - 1954 |
| Jan VOLEK              | 1954 - 1961 |
| Jiří ZIKEŠ             | 1961        |
| Josef PETRÁČEK         | 1961 - 1965 |
| Karel HYBŠMAN          | 1965 - 1971 |
| František CHMELA       | 1971 - 1981 |
| Václav OTČENÁŠEK       | 1981 - 1989 |
| Jiří ZAHRADNÍK         | 1989 - 1990 |
| Ing. Alois SVOBODA     | 1990 - 1995 |
| Jiří EISENVORT         | 1995 - 2002 |
| Mgr. Karel HÁJEK       | 2002 - 2010 |
| Mgr. Milan ŠNOREK      | 2010 - 2018 |
| Ing. Ivo MACHÁLEK      | 2018 - 2022 |
| Bc. Karel HLADEČEK     | 2022 -      |